# Kauno Laine
Kauno Laine, född 14 september 1919 i Viborg, död 12 januari 2000 i Helsingfors, var en finsk filmfotograf.

## Filmografi
Foto
- 1951 – Kvinnan bakom allt
- 1952 – Olympiska spelen i Helsingfors -52
- 1955 – Okänd soldat
- 1955 – Fröken vaktmästare
- 1956 – Kärlek i ödemarken
- 1956 – Nordens vita huvudstad

Roll
- 1951 – Kvinnan bakom allt